# Vietnow
«Vietnow» fue el último sencillo extraído del álbum Evil Empire, de la banda estadounidense de rap metal Rage Against The Machine. Oficialmente es el tercer sencillo del álbum, ya que Down Rodeo fue solo un lanzamiento promocional.
La carátula del sencillo es una foto de una señora vista desde atrás, acarreando una radio boombox y bajando una montaña. La foto original, de nombre Mujer Ángel, fue tomada en 1979 en el Desierto de Sonora por la fotógrafa mexicana Graciela Iturbide. La misma foto también apareció en el libro de fotografías en blanco y negro Canto a la Realidad: Fotografía Latinoamericana, 1860 - 1993 de Erika Billeter.
La letra de la canción está relacionada con programas de radio de tendencias de derecha de gente como Rush Limbaugh, G. Gordon Liddy, Oliver North y Michael Reagan. El riff de la canción tiene cierto parecido con "The Wanton Song" de Led Zeppelin, banda que Morello admiraba mucho.
Vietnow también tiene varias referencias al cristianismo: líneas como "shut down the devil's sound" (apaga el sonido del diablo), "undressed and blessed by the lord" (desvestido y bendecido por el Señor), "evil angel's lists" (listas del ángel malvado) y "is all the world jails and churches?" (¿son todas las cárceles e iglesias del mundo?). Esto es presumiblemente por el derecho cristiano, y la abundancia de emisoras de radio de derecha.
El verso "comin down like bats from Stacey Koon" (vengo como los bates de Stacey Koon) es una referencia al Sargento Stacey Koon, uno de los 4 policías del LAPD grabados dándole una golpiza al motorista negro Rodney King en 1992. Él y Laurence Powell fueron los únicos convictos de los cuatro.
Vietnow debutó en vivo en 1996, en el festival Big Day Out, de Sídney, Australia.

## Contenido
1. «Vietnow»
2. «Clear the lane» - lado B
3. «Intro - Black Steel in the Hour of Chaos» (En vivo)
4. «Zapata's Blood» (En vivo)